# Sulina-arm

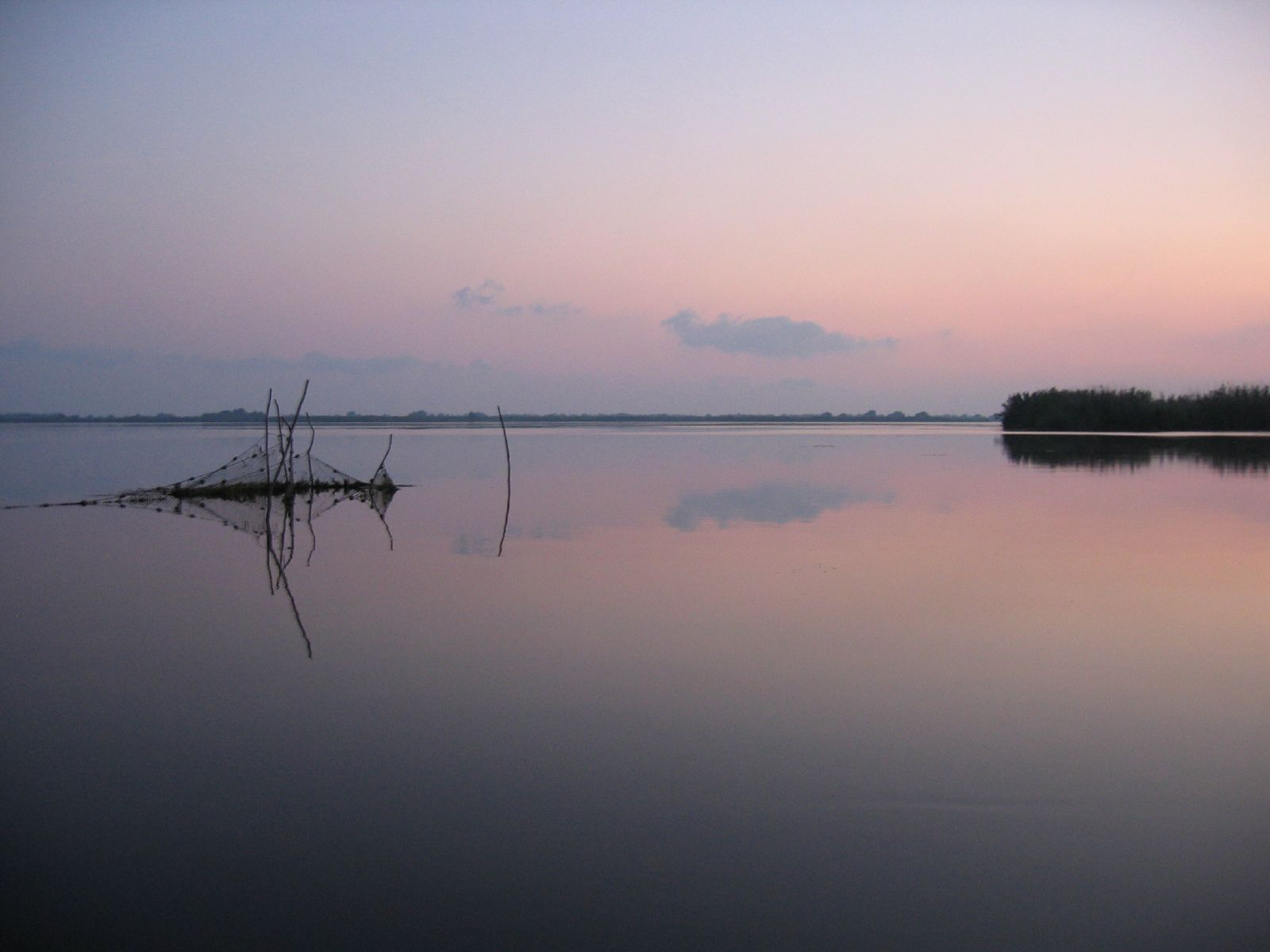
De Sulina-arm

De Sulina-arm (ook: Sulinakanaal, Roemeens: Brațul Sulina) is de middelste en de kortste van de drie grote takken van de Donau in de Donaudelta. De totale lengte van de Donau wordt langs deze 71 km lange arm gemeten. 
De Sulina-arm begint even ten oosten van de stad Tulcea, waar hij voortkomt uit de Tulcea-arm: deze splitst zich hier in de noordelijke Sulina-arm en de zuidelijke Sfântu Gheorghe-arm. De derde grote Donautak is de noordelijke Chilia-arm, die zich al voor Tulcea afsplitst en die gemeten naar de waterhoeveelheid de hoofdstroom vormt. De Sulina-arm is goed voor de afvoer van 18,8% van het Donauwater en is daarmee net de kleinste van de drie.
Sinds zijn kanalisatie, die in 1859 werd voltooid, staat de Sulina-arm ook bekend als het Sulinakanaal. Het is de enige Donau-arm die van enig belang is voor de scheepvaart, ook al is het Donau-Zwarte Zeekanaal in dit opzicht sinds zijn aanleg belangrijker dan welke Donau-arm dan ook. 
Noordelijk van de Sulina-arm beschrijft de Dunarea Veche of Oude Donau twee wijde bochten.
De arm is genoemd naar het stadje Sulina, dat aan de monding ligt.